# Каннський кінофестиваль 1969
22-й Каннський міжнародний кінофестиваль відбувся з 8 по 23 травня у Каннах, Франція. На цьому кінофестивалю було започатковано нову секцію «Двотижневик режисерів» у відповідь на скасування фестивалю у 1968 році. У конкурсі було представлено 26 повнометражних фільмів та 14 короткометражок. Фестиваль відкрито показом стрічки Мила Чаріті режисера Боба Фосса.

## Журі

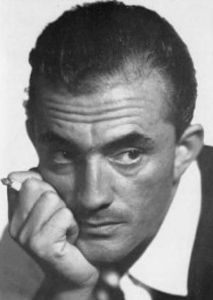
Лукіно Вісконті, Голова журі

- Лукіно Вісконті — Голова журі, кінорежисер,  Італія
- Чингіз Айтматов, письменник,  СРСР
- Марі Белл[en],  Франція
- Ярослав Бочек[cs],  Чехословаччина
- Велько Булаїч,  СФРЮ
- Стенлі Донен,  США
- Ержи Глоксман, студент,  Швеція
- Робер Кантьє, критик,  Франція
- Сем Шпігель,  США

Конкурсу короткометражних фільмів
- Шарль Дюванель,  Швейцарія
- Міхай Георгіу,  Румунія
- Клод Суле[en],  Франція

## Фільми-учасники конкурсної програми
| Переможців виділено окремим кольором. |

Повнометражні фільми
| Фільм                                | Назва мовою оригіналу                        | Режисер                 | Країна          |
| ------------------------------------ | -------------------------------------------- | ----------------------- | --------------- |
| Айседора                             | Isadora                                      | Карел Рейш              | Велика Британія |
| Безтурботний їздець                  | Easy Rider                                   | Денніс Гоппер           | США             |
| Блокада                              | מצור‎                                         | Джильберто Тофано       | Ізраїль         |
| Велике кохання                       | Le Grand Amour                               | П'єр Етекс              | Франція         |
| Гімн втомленій людині                | 日本の青春 / Nihon no seishun‎                | Масакі Кобаясі          | Японія          |
| Дзета                                | Z                                            | Коста-Гаврас            | Франція         |
| Диллінджер мертвий                   | Dillinger è morto                            | Марко Феррері           | Італія          |
| Дракон зла проти святого воїна       | O Dragão da Maldade contra o Santo Guerreiro | Глаубер Роша            | Бразилія        |
| Іспанія ще раз                       | España otra vez                              | Хайме Каміно            | Іспанія         |
| Калькутта                            | Calcutta                                     | Луї Маль                | Франція         |
| Кінець священика                     | Farářův konec                                | Твальд Шорм             | Чехословаччина  |
| Людина, яка думала життя             | Manden der tænkte ting                       | Дженс Равн              | Данія           |
| Міхаель Кольхаас — бунтар            | Michael Kohlhaas — der Rebell‎                | Фолькер Шльондорф       | ФРН             |
| Не дозволяйте ангелам падати         | Seuls les enfants étaient présents           | Джордж Качендер         | Канада          |
| Недоторканні                         | Gli intoccabili                              | Джуліано Монтальдо      | Італія          |
| Ніч у Мод                            | Ma nuit chez Maud                            | Ерік Ромер              | Франція         |
| Одален 31                            | Ådalen 31                                    | Бу Відерберг            | Швеція          |
| Полювання на мух                     | Polowanie na muchy                           | Анджей Вайда            | Польща          |
| Побачення                            | The Appointment                              | Сідні Люмет             | США             |
| Приходь як-небудь увечері повечеряти | Metti una sera a cena                        | Джузеппе Патроні Гріффі | Італія          |
| Раби                                 | Slaves                                       | Герберт Дж. Біберман    | США             |
| Розквіт міс Джин Броді               | The Prime of Miss Jean Brodie                | Рональд Нім             | Велика Британія |
| Скоро буде кінець світу              | Bice skoro propast sveta                     | Александр Петровіч      | СФРЮ            |
| Усі добрі земляки                    | Všichni dobří rodáci                         | Войтех Ясни             | Чехословаччина  |
| Флешбек                              | Flashback                                    | Раффаель Андреассі      | Італія          |
| Якщо....                             | If….                                         | Ліндсі Андерсон         | Велика Британія |

### Фільми позаконкурсної програми
| Назва                             | Оригінальна назва                    | Режисер                        | Країна         |
| --------------------------------- | ------------------------------------ | ------------------------------ | -------------- |
| Андрій Рубльов                    | Андрей Рублёв                        | Андрій Тарковський             | СРСР           |
| Замерзлі блискавки                | Die gefrorenen Blitze                | Янош Вейчі                     | НДР            |
| Артур Рубінштейн — Любов до життя | L'amour de la vie — Artur Rubinstein | Жерар Патрі, Франсуа Рейшенбах | Франція        |
| Дезертири і мандрівники           | Zbehovia a pútnici                   | Юрай Якубіско                  | Чехословаччина |
| Мила Чаріті                       | Sweet Charity                        | Боб Фосс                       | США            |
| Той холодний день у парку         | That Cold Day in the Park            | Роберт Альтман                 | США            |

## Нагороди
- Гран-прі: Якщо...., режисер Ліндсі Андерсон
- Гран-прі журі: Одален 31, режисер Бу Відерберг
- Приз журі: Дзета, режисер Коста-Гаврас
- Приз за найкращу чоловічу роль: Жан-Луї Трентіньян за Дзета
- Приз за найкращу жіночу роль: Ванесса Редґрейв за Айседора
- Приз за найкращу режисуру:
  - Глаубер Роша за Дракон зла проти святого воїна
  - Войтех Ясни за Усі добрі земляки
- Технічний Гран-прі — Особлива згадка:
  - Пісні відродження, режисер Мірел Ілієшу
  - Токата, режисер Герман ван дер Горст
  - Усі добрі земляки, режисер Войтех Ясни
- Золота пальмова гілка за короткометражний фільм: Пісні відродження, режисер Мірел Ілієшу
- Приз журі — Найкращий короткометражний фільм: Кусачки для нігтів, режисер Жан-Клод Карр'єр
- Найкраща дебютна робота: Безтурботний їздець, режисер Денніс Гоппер
- Приз міжнародної федерації кінопреси (ФІПРЕССІ): Андрій Рубльов, режисер Андрій Тарковський